# 副甲狀腺功能低下症
副甲狀腺功能低下症（英語：Hypoparathyroidism）為一種罕見疾病，是由於副甲狀腺分泌之副甲狀腺素（PTH）不足導致的內分泌疾病。副甲狀腺功能低下症可能造成低血鈣，相關症狀包括感覺異常、肌肉痙攣、QT間期延長，嚴重時甚至有心律不整、喉痙攣和癲癇等症狀。
造成副甲狀腺功能低下症的最主要原因是頸部手術或甲狀腺切除術時不慎傷害副甲狀腺或將副甲狀腺移除，其他原因包括遺傳性和自體免疫性疾病等。
副甲狀腺功能低下症最主要以口服鈣補充劑、維生素D補充劑或副甲狀腺素治療；急性副甲狀腺功能低下症則常使用葡萄糖酸鈣注射液。

## 症狀和徵象
副甲狀腺功能低下症的臨床症狀以慢性低血鈣症狀表現為主，包括異常神經感覺，例如四肢末端感覺麻木。肌肉痙攣，嚴重者出現手足強直（tetany），若喉頭肌出現痙攣有致命風險。中樞神經亢奮而出現癲癇。心血管方面症狀可能包含心衰竭、低血壓、心跳過緩、心律不整、心電圖出現QT間期延長等。

## 病因

### 手術
為副甲狀腺功能低下症最常見的原因，常因頸部手術或甲狀腺切除術時不慎傷害副甲狀腺或不慎將副甲狀腺移除所引起。

### 基因性
副甲狀腺發育缺陷，包含副甲狀腺發育不全、迪喬治症候群、HDR綜合征等。
患有迪喬治症候群的兒童約60%有副甲狀腺功能低下症。HDR 綜合征是一種體染色體顯性遺傳疾病，因生殖細胞GATA3突變影響副甲狀腺素的表現。

### 自體免疫性
第一型自體免疫多內分泌症為體染色體隱性遺傳疾病，因AIRE基因突變造成自體免疫攻擊破壞副甲狀腺，可能造成副甲狀腺功能低下症。

## 治療
治療目標是使血鈣恢復至正常值，使症狀減緩或減少併發症的發生。

### 緊急治療
低血鈣引起抽搐和癲癇時，通常會注射葡萄糖酸鈣，但需同時監測病人之心臟狀況。

### 長期治療
給予高劑量維生素D，如膽鈣化醇及麥角鈣化醇等藥物，並且給予鈣補充劑檸檬酸鈣、碳酸鈣，有時則使用活性維生素D，例如骨化三醇及阿法骨化醇。
使用上述治療可能造成長期鈣尿，長期鈣尿可能造成腎損傷或引發腎結石，因此可用thiazide類利尿劑以增加腎臟回收鈣。

### 荷爾蒙替代療法
化學合成的人類副甲狀腺荷爾蒙(1-34)，2002年美國FDA核准用於骨質疏鬆症病人。
rhPTH (1-84)在2015年美國FDA核准用於經傳統治療仍無法改善的副甲狀腺功能低下症。